# 2015年皮斯甘汽車相撞事故

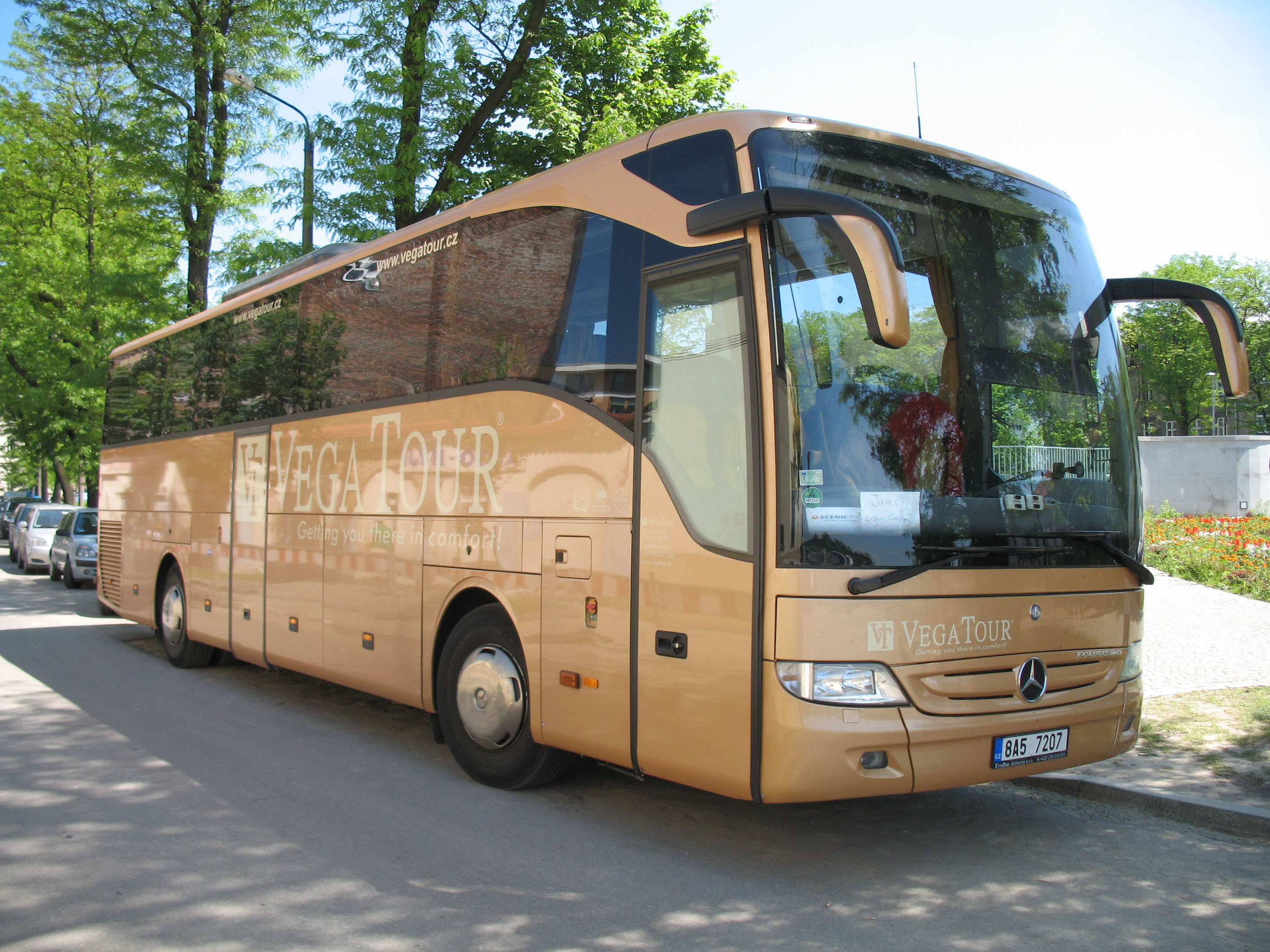
與事故同為Mercedes-Benz Tourismo系列的旅遊巴

2015年皮斯甘汽車相撞事故，是指發生於2015年10月23日，在法國吉倫特省皮斯甘的一起重大交通事故。當地時間上午七時三十分，一輛旅遊巴與一輛貨車對撞。
由於兩車高速相撞，隨後同時起火燃燒。最終旅遊巴乘客僅有八人逃出，其餘41名乘客、貨車司機與他的三歲兒子死亡。有4人傷勢嚴重，其中兩人頭部受傷，兩人被燒傷。旅遊巴司機在將要相撞前，打開車門幫助乘客逃生。跟隨在旅遊巴後面的一名司機，在旅遊巴焚燒前打破一個車窗，救出幾個人。據消防指揮官表示，兩車相撞後「即時起火，且火勢異常猛烈」。旅遊巴是從鄰近的小帕莱和科尔南鎮出發，車上乘客是該鎮長者俱樂部的會員，原本要前往貝阿恩旅遊。出事位置是道路轉彎處，當地居民指這個轉彎處十分危險。旅遊巴是2010或2011年的Mercedes-Benz Tourismo。這是自1982年以來法國最嚴重的交通事故。